# Парадајс (Тексас)
Парадајс (енгл. Paradise) град је у америчкој савезној држави Тексас. По попису становништва из 2010. у њему је живело 441 становника.

## Демографија
Према попису становништва из 2010. у граду је живело 441 становника, што је 18 (3,9%) становника мање него 2000. године.
| Група             | 2000.       | 2010.       |
| Белци             | 422 (91,9%) | 381 (86,4%) |
| Афроамериканци    | 0 (0,0%)    | 1 (0,2%)    |
| Азијати           | 0 (0,0%)    | 0 (0,0%)    |
| Хиспаноамериканци | 21 (4,6%)   | 55 (12,5%)  |
| Укупно            | 459         | 441         |